# Municipio de Bonus
El municipio de Bonus (en inglés: Bonus Township) es un municipio ubicado en el condado de Boone en el estado estadounidense de Illinois. En el año 2010 tenía una población de 4340 habitantes y una densidad poblacional de 46,79 personas por km².

## Geografía
El municipio de Bonus se encuentra ubicado en las coordenadas 42°17′41″N 88°45′18″O / 42.29472, -88.75500. Según la Oficina del Censo de los Estados Unidos, el municipio tiene una superficie total de 92.75 km², de la cual 92 km² corresponden a tierra firme y (0.81%) 0.75 km² es agua.

## Demografía
Según el censo de 2010, había 4340 personas residiendo en el municipio de Bonus. La densidad de población era de 46,79 hab./km². De los 4340 habitantes, el municipio de Bonus estaba compuesto por el 81.94% blancos, el 3.02% eran afroamericanos, el 0.3% eran amerindios, el 2.17% eran asiáticos, el 0.14% eran isleños del Pacífico, el 9.52% eran de otras razas y el 2.93% pertenecían a dos o más razas. Del total de la población el 21.31% eran hispanos o latinos de cualquier raza.